# Gregg Chillin
Pour les articles homonymes, voir Chillin.
Gregg Chillin est un acteur anglais né en 1988 dans le Cambridgeshire.
Il est connu pour avoir joué le rôle d'Owen dans la série Being Human en 2008. Il a également joué dans 4.3.2.1 en tant que Manuel (2010) et dans Da Vinci's Demons en tant que Zoroaster (2013).
Il prête sa voix au personnage de Ron Weasley dans les jeux vidéo Harry Potter.

## Biographie
Gregg Chilingirian est né en décembre 1988 à Cambridge de parents d'origine arménienne et anglaise.

### Carrière
Chillin est connu pour son rôle de Domenico Michele, vampire impitoyable, A Discovery of Witches.
Il est apparu dans de nombreuses émissions de télévision au fil des ans, notamment dans la série télévisée Da Vinci's Demons de David S. Goyer. Il a également joué les rôles d'Owen dans Being Human, Manuel dans le film britannique de 2010 4.3.2.1 réalisé par Noel Clarke. Il a également joué dans Inside Men, Waking the Dead et Zen jouant le personnage de Pepe Spadola aux côtés de Rufus Sewell.
Il a fourni la voix de Ron Weasley dans plusieurs des jeux vidéo Harry Potter.
Chillin a fait ses débuts sur scène au Royal National Theatre en jouant Mark dans l'ADN de Dennis Kelly en 2008,.

## Filmographie

### Télévision
- 2002 : Green-Eyed Monster : Renato
- 2002 : The Queen's Nose : Jack
- 2003 : Star : Mitch
- 2004 : The Mysti Show : Ro
- 2004-2006 : The Bill : Trey Harper, Michael Holmes
- 2005 : If... (en) : Mickey
- 2006 : Jackanory : Prince Sohrab
- 2007 : Holby City : Satnam Patel
- 2007 : Nearly Famous : Ash Chopra
- 2008 : Meurtres en sommeil : Nail
- 2009 : Being Human : La Confrérie de l'étrange : Owen
- 2010 : Pulse : Rafee Hussein
- 2011 : Aurelio Zen : Pepe Spadola
- 2012 : Inside Men : Riaz
- 2012 : Kidnap and Ransom : Mahvir Mehta
- 2012 : Leaving : Jonah
- 2013 : The Last Witch : Daniel Herrick
- 2013-2015 : Da Vinci's Demons : Zoroaster
- 2016 : Scott & Bailey : SCAS Neil Simpson
- 2018 - 2022 : A Discovery of Witches : Domenico Michele
- 2020 : Absentia : Mubin
- 2021 : The One : Nick Gedny
- 2022 : Harmonica : Shavi
- 2022 : La Roue du temps : Lord Ingtar Shinowa

### Film
- 2002 : La Nuit d'Epstein : Jochen Epstein
- 2003 : Little Wolf's Book of Badness : Sanjay (voix)
- 2006 : A Good Year : Hip Hopper #1
- 2008 : Regent Street : Gus
- 2010 : 4.3.2.1 : Manuel
- 2011 : Freddy Frogface : Victor
- 2012 : Twenty8k : Ricky

### Court-métrage
- 2010 : Huge : Kayvan
- 2010 : Nocturn : Dan
- 2016 : Arman : Arman